# Bionca
Erica Boyer (Long Beach, 22 gennaio 1965) è un'ex attrice pornografica e regista statunitense.

## Biografia
Erica Boyer, nota come Bionca, è un'ex attrice pornografica e regista statunitense membra della Hall of Fame della XRCO Awards. Inoltre, è stata sposata con il produttore e regista Bruce Seven.

## Riconoscimenti
- AVN Awards
  - 1995 – Best All-Girl Sex Scene (video) per Buttslammers 4 con Felecia, Misty Rain e Debi Diamond[2]
  - 1995 – Most Outrageous Sex Scene per Depraved Fantasies con Debi Diamond e Tammi Ann[3]
  - 1995 – Hall of Fame

- XRCO Award
  - 1987 – Best Kinky Scene per Loose Ends 2 con Erica Boyer[4]
  - 1992 – Underrated, Often Overlooked, But Always Hot[5]
  - 1998 – Hall of Fame[6]